# Grammy Hall of Fame
De Grammy Hall of Fame Award is een prijs, die wordt uitgereikt door de American Recording Academy in Los Angeles en die liedjes en muziekalbums van blijvend kwalitatief of historisch belang erkent.

## Geschiedenis
De Recording Academy, die sinds 1959 jaarlijks de Grammy Awards in 84 categorieën heeft uitgereikt aan artiesten als zangers, componisten, musici en productiemanagers en geluidstechniek, reikt deze hoofdprijzen uit voor opnamen en werken uit een bepaald jaar, evenals verschillende algemene persoonlijke prijzen, waaronder de levenslange Achievement Award, de Lifetime Achievement Award, de Trustees Award, de Technical Grammy Award, de Grammy Legend Award en de MusiCares Person of the Year Award. In 1973 werd ook de Grammy Hall of Fame opgericht. Sindsdien zijn daar liedjes en albums opgenomen, die minstens 25 jaar oud zijn en een bijzondere kwalitatieve of historische betekenis hebben vanuit het perspectief van de Recording Academy. Sinds 2000 is er ook een soortgelijke onderscheiding specifiek voor de Latijns-Amerikaanse muziek, de Latin Grammy.